# Kemi Francis-Petersen
Kemi Francis-Petersen (* 7. März 1993 als Kemi Francis) ist eine nigerianische Siebenkämpferin und Hürdenläuferin.

## Sportliche Laufbahn
Erste internationale Erfahrungen sammelte Kemi Francis-Petersen 2011 bei den Juniorenafrikameisterschaften in Gaborone, bei denen sie mit 4836 Punkten die Silbermedaille im Siebenkampf gewann. Im Jahr darauf nahm sie an den Afrikameisterschaften in Porto-Novo teil und wurde dort mit 4855 Punkten Siebte im Siebenkampf. Zwei Jahre später schied sie bei den Afrikameisterschaften in Marrakesch im 400-Meter-Hürdenlauf mit 61,42 s in der ersten Runde aus und belegte bei den Afrikaspielen in Brazzaville mit 5428 Punkten Rang vier im Siebenkampf. 2019 nahm sie erneut an den Afrikaspielen in Rabat teil und gewann dort mit neuer Bestleistung von 5836 Punkten die Silbermedaille hinter der Burkinerin Marthe Koala. Zudem gelangte sie im 100-Meter-Hürdenlauf bis in das Finale, in dem sie aber nicht mehr an den Start ging. Mit der nigerianischen 4-mal-400-Meter-Staffel siegte sie in 3:30,32 min. 2022 belegte sie bei den Afrikameisterschaften in Port Louis mit 4970 Punkten den vierten Platz im Siebenkampf und gewann im Staffelbewerb in 3:36,24 min die Bronzemedaille hinter den Teams aus Südafrika und Kenia. 2024 gewann sie bei den Afrikaspielen in Accra mit 5268 Punkten die Silbermedaille im Siebenkampf hinter der Beninerin Odile Ahouanwanou.
2019 wurde Francis nigerianische Meisterin im 100-Meter-Hürdenlauf sowie 2019 und 2022 im Siebenkampf.

## Persönliche Bestzeiten
- 100 m Hürden: 13,47 s (−1,4 m/s), 6. Juni 2016 in Akure
- 400 m Hürden: 58,15 s, 19. Juni 2021 in Lagos
- Siebenkampf: 5683 Punkte, 29. August 2019 in Rabat